# درگیری ژوئیه ۲۰۲۰ ارمنستان و جمهوری آذربایجان
درگیری مرزی ارمنستان و جمهوری آذربایجان (به انگلیسی: 2020 Armenian–Azerbaijani skirmishes) از ۱۲ ژوئیه ۲۰۲۰ مابین نیروهای مسلح ارمنستان و نیروهای مسلح جمهوری آذربایجان شروع شد. اولین برخوردها در مؤسس در استان تاووش در ارمنستان و آق‌دام در شهرستان توووز در جمهوری آذربایجان در خط مرزی دو کشور وقوع یافت. تا ۲۵ ژوئیه، ارمنستان مرگ ۶ نظامی و جمهوری آذربایجان مرگ ۱۲ نفر (۱۱ نظامی شامل ۱ ژنرال و ۱ سرهنگ و یک غیرنظامی) را تأیید کرده‌اند.

## درگیری

### ۱۹ ژوئیه (۲۹ تیر)
در ساعت ۱۰:۰۰ روز ۱۹ ژوئیه وزارت دفاع جمهوری آذربایجان طی بیانیه‌ای گزارش داد که «یگان‌های نظامی نیروهای مسلح ارمنستان در طول روز ۷۰ بار آتش‌بس را در محدوده‌های مرزی مختلف جبهه، با استفاده از مسلسل‌های کالیبر بزرگ و به‌کارگیری تک تیراندازها نقض کردند.». براساس بیانیه این وزارتخانه، نیروهای ارمنی به سوی زمان‌لی در گده‌بی شلیک کردند.
وزارت دفاع ارمنستان در این رابطه اظهار داشت که حدود مرزی در شب نسبتاً آرام بود. با این حال، در برخی از مناطق مرزی، «سربازان آذربایجانی حدود ۷۰ شلیک کردند».